# Ponte Ferroviária de Arzila
A Ponte Ferroviária de Arzila é uma ponte metálica da Linha do Norte sobre a Ribeira de Cernache, no concelho de Montemor-o-Velho, em Portugal.

## História
Situa-se no lanço da Linha do Norte entre as estações de Soure e Taveiro, que entrou ao serviço em 7 de Julho de 1864, pela Companhia Real dos Caminhos de Ferro Portugueses.
Em 1 de Julho de 1896, a Gazeta dos Caminhos de Ferro noticiou que tinham sido substituídas as duas vigas metálicas que formavam esta ponte.